# Entering a New Ride
Entering a New Ride è un album dei Big Audio Dynamite. Dopo un disaccordo con la loro nuova etichetta discografica, la Radioactive Records, i B.A.D. decisero di pubblicare il loro ultimo album sul loro sito ufficiale.

## Tracce

### Disco 1
1. Man That Is Dynamite – 6:23
2. B.A.D. and the Night Time Ride – 4:55
3. Sunday Best – 4:20
4. Must Be the Music – 6:08
5. Taking You to Another Dimension – 6:49
6. Sound of the B.A.D. – 6:20
7. Cozy Ten Minutes – 8:11
8. Get High – 5:01
9. Bang Ice Geezer – 4:33
10. On the Ones and Twos – 4:59
11. Nice and Easy – 6:53

### Disco 2
1. Go with the Flow – 11:12
2. Sound of the Joe – 6:21
3. Man that Is Dynamite (Mix) – 5:21
4. Sunday Best (Christmas 99 Mix) – 6:01
5. Sunday Best (Extended Mix) – 7:27
6. Sunday Best (Remix) – 7:12
7. Entering a New Ride (Mix) – 7:54

## Formazione
- Mick Jones - voce, chitarra, produttore
- Ranking Roger - voce
- Nick Hawkins - chitarra
- André Shapps - tastiere
- Darryl Fulstow - basso
- Bob Wond - batteria